# Parantica larissa
Parantica larissa är en fjärilsart som beskrevs av Felder 1865. Parantica larissa ingår i släktet Parantica och familjen praktfjärilar. Inga underarter finns listade i Catalogue of Life.